# Yon González (baloncesto)
Yon González (n. Tolosa (Guipúzcoa), País Vasco en 1986) más conocido como Gonzi, es un entrenador español de baloncesto que dirige al Juaristi ISB de la Liga LEB Plata.

## Trayectoria
Yon es un entrenador de baloncesto que empezó su carrera deportiva dirigiendo en 2009 al TAKE Tolosa de la categoría Primera Nacional Masculina del País Vasco y Navarra, donde trabajó durante cinco temporadas. 
En la temporada 2014-15, ascendió al TAKE Tolosa a la Liga EBA, al que dirige durante tres temporadas.
En 2015 también sería seleccionador de baloncesto en categoría infantil de la Selección de Euskadi. 
En la temporada 2022-23, firma como entrenador ayudante de Mikel Odriozola en el Juaristi ISB de la Liga LEB Oro. 
El 5 de julio de 2023, tras la marcha de Mikel Odriozola al San Sebastián Gipuzkoa Basket Club, firma como entrenador del Juaristi ISB de la Liga LEB Plata.

## Clubs
- 2009-14. TAKE Tolosa. Primera Nacional Masculina. Entrenador
- 2014-17. TAKE Tolosa. Liga EBA. Entrenador
- 2022-23. Juaristi ISB. Liga LEB Oro. Entrenador Ayudante
- 2023-2024. Juaristi ISB. Liga LEB Plata. Entrenador
- 2024-actualidad: Donostia Gipuzkoa Basket GBC. Liga LEB Oro. Segundo entrenador